# 大阪総合保育大学
大阪総合保育大学（おおさかそうごうほいくだいがく、英語: Osaka University of Comprehensive Children Education、公用語表記: 大阪総合保育大学）は、大阪府大阪市東住吉区湯里6丁目4-26に本部を置く日本の私立大学。1935年創立、2006年大学設置。

## 概要
保育・教育の高度な知識・技能と高い使命感を持った人材を養成する、日本で初の保育・教育系単科私立大学である。児童保育学部には、4年間で保育士資格および幼稚園教諭一種・小学校教諭一種・特別支援学校教諭一種の教員免許が同時に取得できる「児童保育学科」と、「赤ちゃん学」「脳科学」「病棟保育」などをもとに、乳児について専門的に学ぶ「乳児保育学科」がある。
さらには高度な専門性をもつ専門家の養成のために、幼稚園教諭専修・小学校教諭専修教員免許が取得できる大学院児童保育研究科修士課程が2010年に設置され、2012年には同研究科博士後期課程も設置された。
設置者である学校法人城南学園は、2025年に「創立90周年」を迎える総合学園であり、保育園、幼稚園、小学校、中学校、高等学校、短期大学部、大学、大学院、総合保育研究所、子ども総合保育センター、福祉会を有する。

## 沿革

### 年表
- 2006年4月 大阪総合保育大学設立。児童保育学部児童保育学科を開設。
- 2008年4月 子ども総合保育センターを開設。
- 2010年4月 大阪総合保育大学大学院開学。児童保育研究科児童保育専攻修士課程を開設。
- 2011年4月 総合保育研究所を開設。
- 2012年4月 大阪総合保育大学大学院児童保育研究科児童保育専攻博士後期課程を開設。新校舎竣工。
- 2016年4月 大阪総合保育大学設立10周年。保育園開設。
- 2020年4月 児童保育学部乳児保育学科開設。新校舎竣工。
- 2025年4月 大阪総合保育大学短期大学部開設。

## 基礎データ

### 所在地
- 大阪府大阪市東住吉区湯里6丁目4-26（本部棟）
- 大阪府大阪市東住吉区照ヶ丘矢田2丁目21-9（A学舎）
- 大阪府大阪市東住吉区照ヶ丘矢田5丁目2-22（B学舎）
- 大阪府大阪市東住吉区照ヶ丘矢田2丁目20-8（C学舎）
- 大阪府河内長野市河合寺998-1（セミナーハウス）

## 教育および研究

### 研究科および学部
- 児童保育研究科児童保育専攻博士後期課程
- 児童保育研究科児童保育専攻博士前期課程
- 児童保育学部児童保育学科
- 児童保育学部乳児保育学科
- 短期大学部（総合保育学科・現代生活学科）

## 大学関係者
- 神長美津子 - 大学院特任教授。保育学者、國學院大學名誉教授。

## 対外関係

### 系列校
- 城南学園高等学校
- 城南学園中学校
- 城南学園小学校
- 城南学園幼稚園
- 城南学園保育園

## 取得できる主な資格
- 幼稚園教諭専修免許状
- 小学校教諭専修免許状
- 保育士
- 幼稚園教諭一種免許状
- 幼稚園教諭二種免許状
- 小学校教諭一種免許状
- 特別支援学校教諭一種免許状（知・肢・病）
- 特別支援学校教諭二種免許状（知・肢・病）

## 教育課程の特徴
乳児期から児童期までの子どもの発達を総合的に見ることができる人材、「保・幼・小連携」やインクルーシブ教育に対応したスペシャリストを養成する教育課程となっており、保育・教育現場と学内授業との往還による融合的な学びを重視した「子どもと1,700時間プログラム」を展開している。
小規模な大学ならではのきめ細かな少人数教育を通じて、行き届いた学修・進路・就職支援が受けられる。

## アドミッション・ポリシー
① 本学で学び、人間的にも成長したいという強い目的意識をもつ学生。
② 保育と教育について興味・関心をもって深く学び、将来、保育士や幼稚園・小学校・特別支援学校教諭となって活躍したいという熱意のある学生。
③ 子どもを愛し、その心身の発達に関わり、積極的に支援することを喜びとする学生。
④ インターンシップや実習、ボランティア活動などを通じて、保育・教育現場や地域社会に貢献する意気込みのある学生。
⑤ 高等学校等の学習を通じて基礎学力を身につけているとともに、基本的生活習慣の確立している学生。

## カリキュラム・ポリシー
① 保育士資格、幼稚園・小学校・特別支援学校教諭一種免許が同時に取得できる教育課程を編成する。
② 子どもの実態把握と子ども理解を深める現場実習と大学での学修を有機的に結びつけ、理論と実践をより高次元で融合できる教育課程を編成する。
③ 成長・発達を支援するための保育・教育の基本的、専門的知識を学ぶとともに、実践的指導力と豊かな人間性を涵養できる科目を設置する。
④ 保護者（父母等）の支援をも可能にするカウンセリングや病棟保育・病児保育等を行うために必要な医療に関する専門科目、実習科目を設置する。
⑤ できるだけ速やかに大学生活や学修に適応し、その学力と学修意欲を向上させるために、「初年次教育」を導入し、その充実を図る。
⑥ 年間48 単位という履修登録上限を設定し（キャップ制）、学修効果を高め、確実な単位履修を促すため、各学生の実態に応じて周到な履修指導を行う。
⑦ 学級担任制やICT活用授業、インターンシップ、キャリア教育、学生による授業評価の実施など、教育方法の改善に積極的に取り組む。
⑧ シラバスに授業の到達目標や成績評価の方法を明確かつ詳細に明示する。

## ディプロマ・ポリシー
① 自律した個人として自主的に行動するのに必要な、総合的な教養とコミュニケーション能力、論理的思考力、判断力、実践力を身につけている。
② 繊細で豊かな感受性並びに他人を思いやり、他人のために真心を尽くす気品・品格を備えている。
③ 天のように分け隔てなく、すべての人間に温かい愛情を注ぐことができる。
④ 保育・教育に関する専門的知識・技能を身につけ、保育・教育現場の諸問題に真摯に取り組み、他者と協力・連携しながら問題解決に貢献する強い意欲と指導力をもっている。
⑤ 乳幼児期から児童期までの子どもの心身の発達について、連続的・総合的に理解し、長期的な視野に立って子どもの健全な育ちを支援することができる。

## 関連施設
- 「子ども総合保育センター」
- 「総合保育研究所」
- 大阪総合保育大学短期大学部
- 城南学園高等学校
- 城南学園中学校
- 城南学園小学校
- 城南学園幼稚園
- 城南学園保育園

## 児童保育学部の主な催し
- 新入生親睦研修会（4月）
- 総保祭（大学祭）（12月）
- 子どもフェスティバル（11月）
- 卒業論文発表会（2月）
- 運動大会（5月）
- 球技大会（10月）
- アンデパンダン（幼児画）展（1月）
- 絵本ライブ（年に2回）
- 保育講演会（不定期）

## 学生活動
- バレーボールクラブ
- バスケットボールクラブ
- フットサルクラブ
- オールグラウンドクラブ
- テニスクラブ
- ダンスクラブ
- ソフトボールクラブ
- 空手道同好会
- オールアミューズメント同好会
- 吹奏楽同好会
- 軽音同好会
- 野球同好会
- バドミントン同好会
- ドッジボール同好会
- うたう同好会